# Balázs-Piri Balázs
Balázs-Piri Balázs (Gyöngyös, 1937. február 17. – Budapest, 2014. január 19.) magyar karikaturista, grafikus, villamosmérnök.

## Pályafutása
A Budapesti Műszaki Egyetemen szerzett mérnöki diplomát. Autodidakta művészként ért el megbecsülést. 1958-tól jelennek meg rajzai, karikatúrái hazai és külföldi lapokban, albumokban, antológiákban. 1964-től a Ludas Matyi, majd az Új Ludas Matyi munkatársa, 1993–94-ben az Úritök főszerkesztője, 1995-től a Pesti Vicc főszerkesztő-helyettese, 2000-től az LMLM humor havilap művészeti vezetője volt. Könyvillusztrálással, reklámgrafikával is foglalkozott.
Hetvenévesen így vallott ars poeticájáról: „A karikaturista a humor pszichiátere. Kutatja, diagnosztizálja és megpróbálja gyógyítani a társadalom és a társadalmi tudat betegségeit.”

### Önálló kiállításai
Kiállításaival nagy elismerést szerzett önmagának és a magyar grafikus művészetnek:
- 1968-ban Gelsenkirchenben
- 1977-ben Gyöngyösön, Siófokon, Sárváron, Szegeden, Budapesten és Egerben
- 1979-ben Clermont-Ferrand-ban, Bécsben, Nyugat-Berlinben, Prágában és Szófiában

## Szakmai sikerei
Rendszeres résztvevője volt a nagy nemzetközi karikatúraversenyeknek (Montréal, Bordighera, Moszkva, Szkopje, Gabrovo, Isztambul).
- 1979-ben Montréali nagydíj
- 1986-ban Excellence-díj, Tokió
- 1994-ben Munkácsy Mihály-díj

## Főbb művei
- Ma is fúrunk (Palásti Lászlóval, 1969)
- Metropolis (kollektív, 1972)
- Erről jobb nem beszélni (kollektív, 1981)
- Satirikon '80 (Berlin, német nyelvű, kollektív)
- Kettőslátás (Árkus Józseffel, 1986)
- Tv: Házigazda: Balázs-Piri Balázs (1978)